# فاطمه سمرقندی
فاطمه سمرقندی (؟ -۱۱۸۵) (نسب: فاطمه بنت محمد بن احمد سمرقندی) فقیه و محدث خوارزمی در نیمهٔ اول سدهٔ نهم هجری بود که بیشتر در شام زیست. او همسر علاءالدین کاشانی از علمای هم‌روزگارش بود. گه‌گاه نورالدین زنگی با او مشورت داشت.